# Clã Kikkawa
O clã Kikkawa (吉川氏) foi um clã samurai do Período Sengoku. O membro mais famoso do clã foi Kikkawa Motoharu (1530-1586), um dos generais de Toyotomi Hideyoshi, adotado pela família. Junto com o clã Kobayakawa, os Kikkawa tiveram um papel importante na Campanha de Kyūshū (1586-7) de Hideyoshi, e depois se tornaram daimyo na província de Izumo e no domínio de Iwakuni.

## Membros notáveis do clã
- Kikkawa Tsuneie (d. 1581)
- Kikkawa Motoharu (1530-1586) - General de Hideyoshi; morreu na Campanha de Kyūshū
- Kikkawa Motonaga (1547-1587) –Filho de Motoharu
- Kikkawa Hiroie (1561-1625) – Filho de Motoharu; Daimyo de Izumo e mais tarde  Iwakuni
- Kikkawa Hiromasa – Filho de Motoharu
- Yoshikawa Koretari (1616-1694) – Também conhecido como Kikkawa Koretari; filósofo xintoísta
- Kikkawa Reika (1875-1929) - Artista Yamato-e